# Pilspetsdvärgspett
Pilspetsdvärgspett (Picumnus dorbignyanus) är en fågel i familjen hackspettar inom ordningen hackspettartade fåglar.

## Utseende och läte
Pilspetsdvärgspetten är en liten och grå dvärgspett. Ovansidan är sotgrå, undersidan vit med svarta fläckar från huvud till buk. Hanen har en scharlakansröd fläck i pannan. Sången består av en mycket ljus fallande serie med metalliska vassa toner. 

## Utbredning och systematik
Pilspetsdvärgspett delas in i tre underarter:
- Picumnus dorbignyanus rufiventris – förekommer i Anderna i östra Peru
- Picumnus dorbignyanus grandis – förekommer i Anderna i Bolivia och i allra nordvästligaste Argentina

## Levnadssätt
Pilspetsdvärgspetten hittas i bergsbelägna fuktiga skogar, högre upp än de flesta andra dvärgspettarna i dess utbredningsområde. Den ses enstaka eller i par, ibland som en del av artblandade flockar. 

## Status och hot
Arten har ett stort utbredningsområde, men tros minska i antal, dock inte tillräckligt kraftigt för att den ska betraktas som hotad. Internationella naturvårdsunionen IUCN listar arten som livskraftig (LC).